# Analoog-naar-digitaalomzetter van het parallelle type
Een analoog-naar-digitaalomzetter van het parallelle type is een apparaat dat een analoog signaal omzet naar een digitaal signaal. Daarmee is het analoge signaal beschikbaar als een rij binaire getallen. Deze waarden kunnen als invoer dienen voor een digitaal systeem of computer zodat ermee gerekend kan worden. De analoog-naar-digitaalomzetter van het parallelle type heeft meerdere namen en wordt ook wel de simultane of flash A/D-convertor genoemd. Het wordt zo genoemd omdat er geen gebruik wordt gemaakt van een seriële manier van werken. Alle schakelingen en berekeningen worden parallel aan elkaar uitgevoerd.

## Waarom het parallelle type
De reden waarom vaak de voorkeur wordt gegeven aan de A/D-convertor is snelheid. Bij andere systemen worden de schakelingen serieel gedaan waarbij het proces zich herhaalt tot men de uitkomst verkregen heeft. De omzetsnelheid van het systeem is dan afhankelijk van de snelheid van elke component van het geheel. De omzetsnelheid valt te berekenen met de omzetsnelheid van de eerste stap vermenigvuldigd met het aantal bits. 
Bij het parallelle type worden alle vergelijkingen tegelijk uitgevoerd, in tegenstelling tot bij het seriële type. De snelheid wordt hier enkel begrensd door de snelheid van de comparatoren en de eropvolgende combinatorische decoder.

## Werking
Een constante (geijkte) spanning wordt opgedeeld in stapsgewijs oplopende spanningen via een spanningsdeler. Het om te zetten ingangssignaal wordt met deze spanningen vergeleken met behulp van comparatoren. De spanning die het dichtst bij de signaalsterkte ligt, geeft de gekwantiseerde waarde van het signaal. Deze waarde wordt vervolgens gecodeerd naar een binaire waarde en in een buffer geplaatst.
De ingangspanning wordt dus gelijktijdig vergeleken met {\displaystyle 2^{n}-1} (met {\displaystyle n} het aantal bits) vergelijkingsspanningen (en dus ook evenveel comparatoren). Mits deze comparators een oneindig grote ingangsweerstand hebben, kan de ingangspanning rechtstreeks op de comparators aangesloten worden zonder dat er spanningsverlies optreedt. Bij dit soort van convertors maakt men gebruik van zogenaamde "latched comparators". Deze voeren de vergelijking uit op de positieve flank van het convert-signaal. Zo worden alle waarden gelijktijdig vergeleken. Vanzelfsprekend worden er hoge eisen gesteld aan de comparatoren. Deze moeten zeer snel en juist zijn mits men meestal met dit soort convertors werkt met zeer hoge convertors. Men kan een volledige omzetting doen in 15 ns.

### Codering
De gediscretiseerde waarde van het signaal moet vervolgens gecodeerd worden als een binair getal. Men kan in principe gebruikmaken van een combinatorisch netwerk opgebouwd uit conventionele logica. Maar dit soort decoder is traag en dit zou ten nadele zijn van de snelheid van een flash-convertor. Daarom maakt men hier gebruik van een ander soort decoder, namelijk een diode array. Er worden heel wat componenten weggewerkt door gebruik te maken van een soort matrix, waarin alle eigenschappen van de bitpatronen zijn opgeslagen door een verbinding of geen verbinding in de matrix te voorzien. Zo heeft elke uitgang van stap 1 een uniek bitpatroon.

## Pipelining
Pipelining is een manier om de snelheid van zo'n systeem nog eens vele malen te verhogen. In plaats van dat het systeem voor elke sample het gehele proces opnieuw begint wordt een andere aanpak gebruikt. In totaliteit zijn er 4 stappen: inlezen sample, AND decoding, diode decoding en beschikbaar stellen data. Nu worden om de snelheid hoger te maken meerdere samples tegelijk uitgevoerd. Zo wordt telkens een doorschuifsysteem voorzien. Terwijl een bepaalde sample verwerkt wordt, wordt de volgende sample reeds ingelezen. 
Deze werkwijze/filosofie wordt tevens gehanteerd in meerdere geavanceerde processors (simultane Von Neumann-cyclus).